# Les Granges
Les Granges ist eine französische Gemeinde mit 80 Einwohnern (Stand: 1. Januar 2022) im Département Aube in der Region Grand Est (vor 2016 Champagne-Ardenne). Sie gehört zum Arrondissement Troyes und zum Kanton Les Riceys. 

## Geographie
Les Granges liegt etwa 24 Kilometer südlich von Troyes. Umgeben wird Les Granges von den Nachbargemeinden Cussangy im Norden, Osten und Süden, Turgy im Süden sowie Vanlay im Süden und Südwesten.

## Bevölkerungsentwicklung
| Jahr                       | 1962 | 1968 | 1975 | 1982 | 1990 | 1999 | 2006 | 2011 | 2019 |
| Einwohner                  | 109  | 101  | 83   | 83   | 71   | 72   | 78   | 81   | 79   |
| Quellen: Cassini und INSEE |      |      |      |      |      |      |      |      |      |

## Sehenswürdigkeiten
- Kirche Saint-Sébastien